# Văn Nghệ (báo)
Văn Nghệ là một tờ báo in, báo điện tử trực thuộc và là cơ quan ngôn luận của Hội nhà văn Việt Nam.

## Lịch sử
Cách đây 75 năm, tháng 3/1948, tại Thôn Gia Điền, huyện Hạ Hoà, tỉnh Phú Thọ, Tạp chí Văn nghệ (tiền thân của tờ Báo văn nghệ hôm nay), tiếng nói của Văn nghệ sĩ kháng chiến kiến quốc đã ra đời.

## Giới thiệu
Báo Văn Nghệ là một tờ báo chuyên về văn học và nghệ thuật, tập trung vào việc đăng tin tức, bài viết và phê bình về các tác phẩm văn học, nghệ thuật, cũng như các sự kiện văn hóa và nghệ thuật. Báo Văn Nghệ thường mang đến cho độc giả không chỉ những thông tin mới nhất về các tác phẩm văn học, nghệ thuật mà còn cung cấp cái nhìn sâu sắc và phong phú về các vấn đề nghệ thuật và văn hóa đang diễn ra trong xã hội.
Trong báo văn nghệ, độc giả thường có cơ hội tiếp cận với những bài viết phê bình chuyên sâu về các tác phẩm văn học, nghệ thuật, những cuộc trò chuyện với các tác giả, nghệ sĩ, và những bài phỏng vấn với những người có ảnh hưởng trong lĩnh vực văn hóa và nghệ thuật. Ngoài ra, báo văn nghệ cũng thường đăng các bài viết về lịch sử văn hóa, các phong trào nghệ thuật đương đại, cũng như những xu hướng mới trong văn học và nghệ thuật.